# 金光清左衛門
金光 清左衛門（かなみつ せいざえもん、安永7年（1778年） - 文政3年8月24日（1820年9月30日））は、岡山藩士。長男に金光統太郎、次男に金光等平。通称は、乙吉のち清左衛門。諱は、幸勝。四十五俵四人扶持。（四公六民の年貢の基準で言えば、110石程度の価値に相当）
金光幸介の次男として生まれる。兄の増左衛門が寛政2年（1790年）9月12日に御国退去・廃嫡となったため、兄に代わり世子となる。寛政12年（1800年）6月26日、父の幸介が眼病のため名代として勤務（御城御番役）。同年12月18日に清左衛門と名を改める。
文化3年（1806年）1月6日、普請加奉行となる。文化5年（1808年）5月8日、父の幸介が病のため死去したため、跡目相続する。同年6月18日、御城御番役も兼務。文化9年（1812年）11月8日、御蔵奉行となり、以後この役に就く事が多くなる。
文政3年（1820年）8月24日、病のため死去。跡目は次男・乙吉が相続した。